# Graafschap Vienne
Het graafschap Vienne of Viennois was een graafschap binnen het koninkrijk Provence, Arelatische Koninkrijk en het Heilige Roomse Rijk. De graaf van Vienne zetelde te Vienne. Na 1030 werd het graafschap Vienne onderdeel van het aartsbisdom Vienne.

## Voorgeschiedenis
Rond 443 stichten de Bourgondiërs in de buurt van het Genève hun koninkrijk der Bourgondiërs. Het latere graafschap Vienne lag binnen de grenzen van dit koninkrijk. De voormalige Romeinse stad Vienne was in het midden de vijfde eeuw even de hoofdstad van het koninkrijk Bourgondië, voordat Lyon veroverd werd op de Romeinen en de hoofdstad naar daar verplaatst werd. Het koninkrijk der Bourgondiërs werd in 533 veroverd door het Frankische Rijk.

## Geschiedenis

### Binnen het koninkrijk Provence

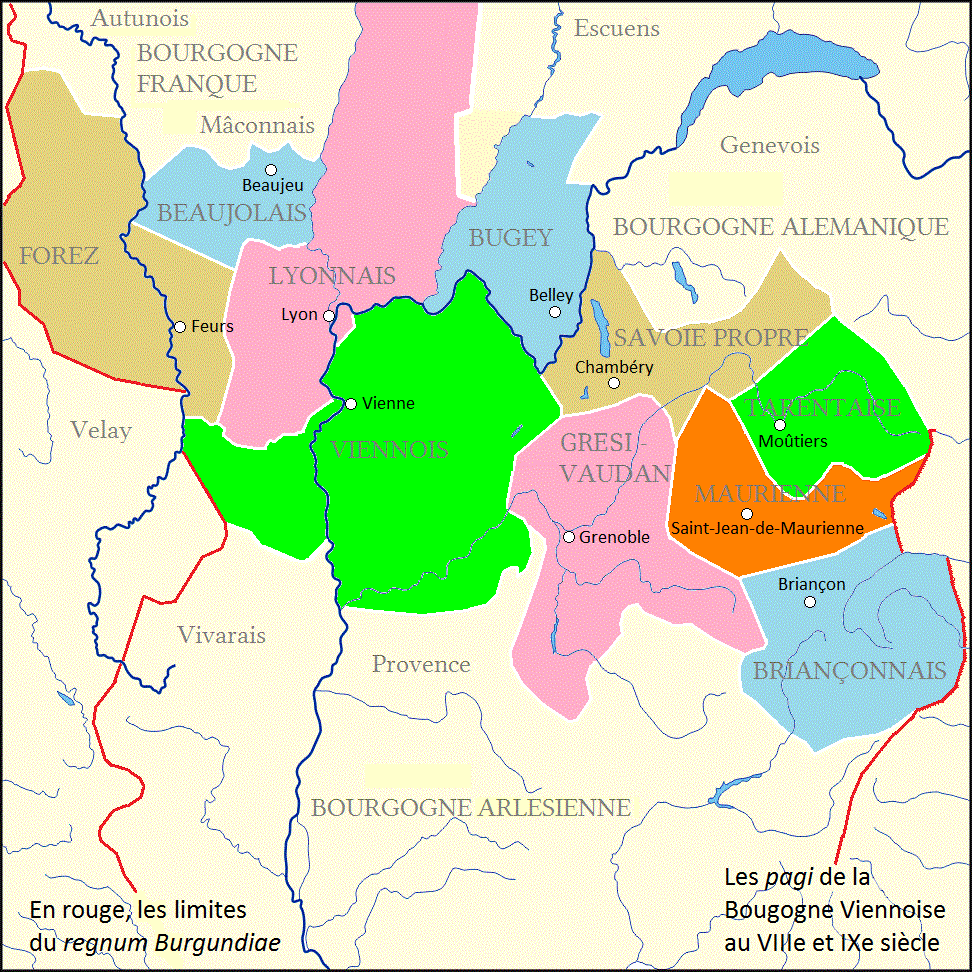
Viennois rond 800 in het onverdeelde Frankische Rijk

#### Lotharius I en Karel van Provence (844 - 863)

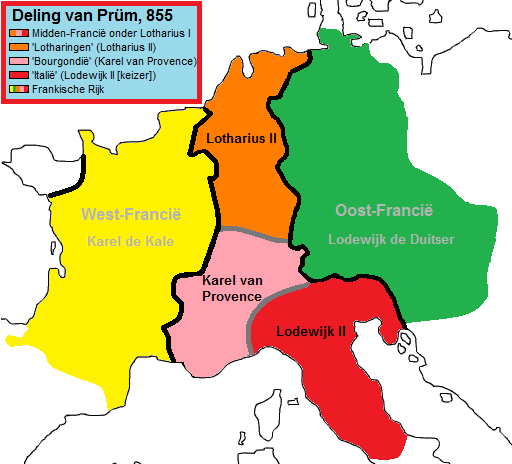
Na de tweede deling, Verdrag van Prüm, 855.
Koninkrijk Bourgondië onder Karel van Provence.

In het midden van de negende eeuw verbrokkelde het grote Frankische Rijk. Het latere graafschap Vienne kwam in 843 in het Middenrijk van Lotharius I te liggen. Een jaar later werd Girart II van Roussillon aangesteld als graaf van Vienne en als tutor van zijn zoon Karel.
In 855 werd het Middenrijk verdeeld onder de zonen van Lotharius I en kwam het graafschap in het nieuwe koninkrijk Provence van Karel van Provence te liggen. Karel van Provence stelde Girart aan als gouverneur van Provence. Girart bestuurde het koninkrijk vanuit Vienne. In 861 wist hij een inval door de West-Frankische koning Karel de Kale af te wenden.

#### Lotharius II (863 - 869)
De erfenis van Karel van Provence werd verdeeld onder zijn broers. Lodewijk van Italië kreeg het grootste (zuidelijke) deel, maar de regio rond Vienne en Lyon ging naar Lotharius II. Girart II werd door Lotharius II aangesteld tot graaf van Lyon en Vienne. Wanneer Lotharius II in 869 zonder wettige erfgenamen overleed, werd het graafschap Vienne toegewezen aan Karel de Kale van West-Francië.

#### Karel de Kale, Boso en Karel de Dikke (869 - 887)

Rijk van Karel de Kale van Oost-Francië in 876

In 874 werd Girart II als gouverneur opgevolgd door Boso. In 877 overlijdt Karel de Kale. Hij wordt opgevolgd door zijn zoon Lodewijk de Stotteraar, die ook in grote mate op zijn vazal Boso van Provence zal steunen.
In 879 overleed Lodewijk de Stotteraar (twee jaar na zijn vader), waarop Boso zichzelf tot koning van Provence uitroept. Zo werd de zetel van graaf van Vienne vacant. Boso werd uiteindelijk verslagen in 882 bij Vienne door een coalitie van de zonen van Lodewijk de Stotteraar en de Oost-Frankische keizer Karel de Dikke. In ruil voor een huldiging in 884 mag Boso van Karel de Dikke wel het koninkrijk Provence behouden. In 887 overlijdt Boso. Zijn zoon Lodewijk de Blinde wordt in mei 887 geadopteerd door de Rooms-Duitse keizer Arnulf van Karinthië.

#### Lodewijk de Blinde (887 - 928)
De eerstvolgende graaf van Vienne (en Arles en markgraaf van Provence) was Hugo van Arles van 905 tot 926 aangesteld door zijn zwager, de koning van Provence (of Neder-Bourgondië), Lodewijk de Blinde. Hoewel de blinde koning in naam koning en keizer bleef, werd de werkelijke macht in het koninkrijk uitgeoefend door zijn achterneef Hugo van Arles.
Daarnaast werd Hugo in 926 koning van Italië met steun van lokale adel en verdrijft koning van Opper-Bourgondië Rudolf II waar hij de IJzeren Kroon opeiste. In Vienne droeg de koning van Provence Lodewijk de Blinde in hetzelfde jaar (926) het graafschap Vienne over aan zijn oudste zoon Karel van Vienne.

#### Einde van het Koninkrijk Provence (928 - 933)

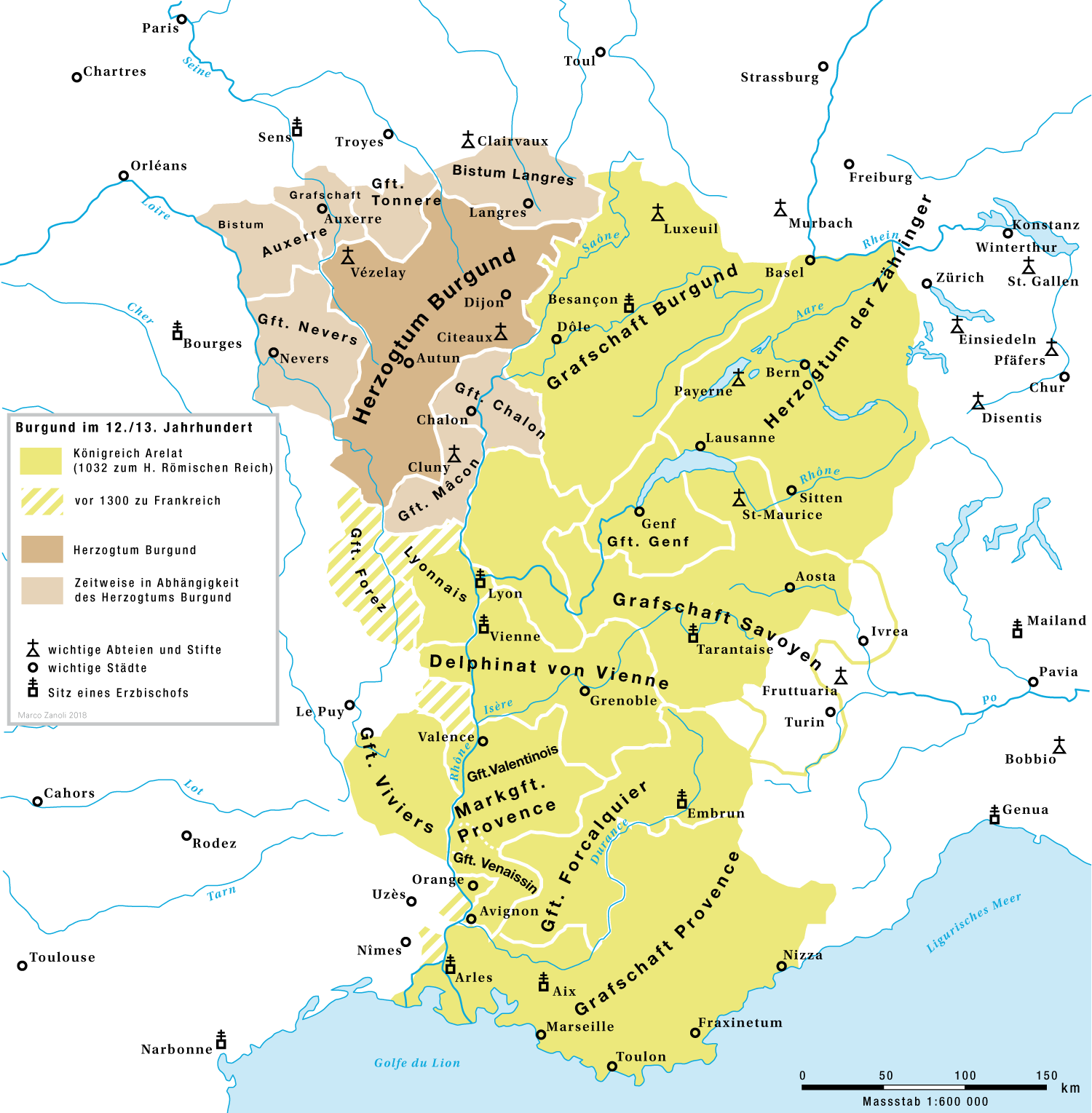
Vienne binnen het Arelatische koninkrijk rond 1300

In 927 overleed ten slotte koning Lodewijk de Blinde. Zijn zoon Karel Constantijn zou hem echter niet opvolgen, want hij verkreeg enkel de titel graaf van Vienne. In de rest van het koninkrijk werd de macht uitgeoefend door Hugo van Arles. In september 928 ontmoette Hugo Herbert II van Vermandois die wilde dat zijn zoon Odo in plaats van Karel de nieuwe graaf van Vienne zou worden. In 931 wist Karel met hulp van Rudolf II van Opper-Bourgondië, Vienne te heroveren.
In 933 kwam er een einde aan het koninkrijk Provence toen Hugo zijn gebieden in Frankrijk, waaronder het koninkrijk Provence, schonk aan Rudolf II van Bourgondië, kleinzoon van Boso, in ruil voor een eed dat die laatste niet meer zou interveniëren in Italië. Rudolf II verenigde Opper- en Neder-Bourgondië in het Koninkrijk der Twee Bourgondiën of Koninkrijk Arelat.

### Binnen het Arelatische koninkrijk (933 - 1033)
Karel bestuurde het graafschap Vienne tot 23 juni 962 vanuit Arles. Na de dood van Hugo van Arles werd het graafschap overgenomen dochter Constance van Vienne die het graafschap liet aan haar man Bosso II van Arles. De nakomelingen van Bosso II vergaarden veel titels en gebied in Provence en ze werden uiteindelijk markgraaf van Provence, de belangrijkste titel in de regio. In 1030 werd het graafschap Vienne onderdeel van het aartsbisdom Vienne. De aartsbisschop verhief Guigues III van Albon, een van zijn belangrijke vazallen, naar de status van graaf van Albon (later Dauphin).

### Binnen het Heilige Roomse Rijk (1033 - 1239)
In 1032 overleed de zwakke Arelatische koning Rudolf III van Bourgondië. Rudolf had zijn koninkrijk bij testament nagelaten aan keizer Koenraad II. Zijn machtige neef Odo II van Blois, veroverde Neuchâtel en werd binnengehaald in Vienne. In Arles en Marseille werden oorkonden in zijn naam opgesteld. In 1034 wist Koenraad een verbond te vormen met koning Hendrik van Frankrijk en Humbert Withand en andere Italiaanse edelen. Toen ook de Bourgondische adel steeds meer de kant van Koenraad koos, moest Odo zijn aanspraken op Bourgondië opgeven. Een deel van het grondgebied van Vienne werd in dit conflict vergeven aan Humbert Withand van het in 1003 opgerichte graafschap Savoye.
In 1142 nam Guigues V van Albon de titel van "dauphin van Viennois" aan.
Ondanks het feit dat de aartsbisschop het graafschap in twee delen had verdeeld, bleef het graafschap van 1085 tot 1239 bestaan. Na het overlijden van haar man Jan van Dreux in 1239 verkocht zijn vrouw Adelheid van Mâcon, opvolgster van haar grootvader Willem IV van Mâcon, het graafschap Vienne met het graafschap Mâcon aan Lodewijk IX van Frankrijk. Zo werd dit graafschap onderdeel van het graafschap Mâcon (1239).
In 1263 kocht aartsbisschop Jean van Bernin de andere helft van de heerlijke rechten van het graafschap van het huis Vienne. Van 1263 tot 1450 was er dus sprake van het graaf-aartsbisdom Vienne. In 1450 kwam er een einde aan het kerkelijk graafschap Vienne wanneer, in het verdrag van Moras, graaf-aartsbisschop Jean-Gérard de Poitiers de dauphin erkende als wereldlijke suzerein van de Vienne. Vanaf 1457 werd de Dauphiné onderworpen aan de Franse kroon en de volgende eeuw zal de centralisatie steeds verder doorgevoerd worden. De provinciale staten vergaderden de laatste maal in 1682. Vanaf dan kan men spreken van absolutisme onder de Franse koning.